# Willy Hoehl

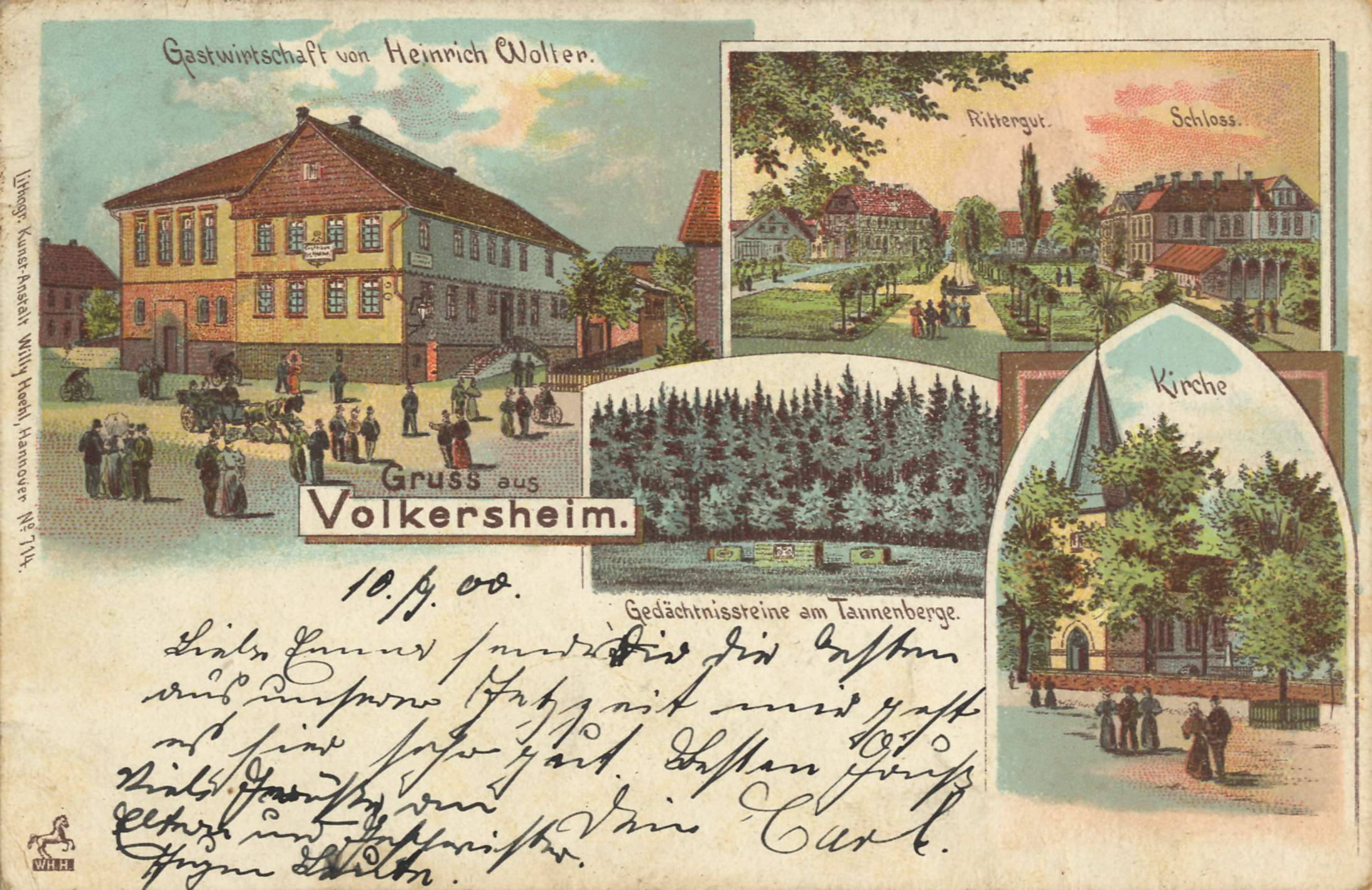
„Gruss aus Volkersheim“, die handschriftlich 1899 datierte Mehrbildkarte mit der fortlaufenden Nummer 714 zeigt die Gastwirtschaft von Heinrich Wolter, das Rittergut und das Schloss, die „Gedächtnissteine am Tannenberge“ und die Kirche des Ortes

1899 versandter „Gruss aus Langenhagen“;
ohne Logo Hoehls, ohne fortlaufende Nummer

Willy Hoehl war eine um die Wende zum 20. Jahrhundert betriebene lithographische Kunst-Anstalt mit Sitz in Hannover unter der – seinerzeitigen – Adresse Rehbockstraße 16 im hannoverschen Stadtteil Nordstadt.
Das Unternehmen produzierte überregional beispielsweise fortlaufend nummerierte Ansichtskarten und teils vielfarbige Mehrbild-Karten. Das Logo der Firma zeigt ein nach rechts steigendes Sachsenross auf einem Sockel mit den Initialen WH. H.

## Geschichte
Der Familienname und die Firma Willy Hoehl, Lithographische Kunstanstalt, Buch- und Steindruckerei wurden erstmals im Adreßbuch, Stadt- und Geschäftshandbuch der Königlichen Residenzstadt Hannover und der Stadt Linden (AB) für das Jahr 1893 genannt. Im Parterre der Rehbockstraße 16 hatte noch im Vorjahr 1892 unter der Hauseigentümer-Gemeinschaft der Familie Krischack der Lithograf Hugo Graupner gemeinsam mit seinem Steindrucker-Gehilfen Dressel sein Wirkungsfeld, während im Nebengebäude unter der damaligen Hausnummer 17 weitere Steindruckergehilfen wohnten. Am 5. Februar 1894 wurde schließlich die Erbengemeinschaft der Josefine Höhl ins Grundbuch für die Rehbockstraße 16 eingetragen, während der Buchdruckereibesitzer Höhl im Parterre für die Buch- und Steindruckerei Willy Hoehl einen der ersten Fernsprech-Anschlüsse der Stadt einrichten ließ.
Die Produkte aus der „Lith. Kunst-Anstalt Willy Hoehl, Hannover“ sind heute nicht nur bildhafte Zeugnisse zur Geschichte von Städten wie beispielsweise die in Südniedersachsen gelegene Hann. Münden, sondern dienten zum Beispiel 2016 zu Ausstellungszwecken und als „Westfalen-Gruss“ beispielsweise aus Iserlohn als illustrierte Karte mit dem Text des Westfalenliedes auch Menschen in anderen Bundesländern.